# Imperatriz do Perpétuo
GRES Imperatriz do Perpétuo é uma escola de samba da cidade de Teresópolis fundada em 4 de fevereiro de 1974.